# أنخيل بيدرازا
أنخيل بيدرازا (بالإسبانية: Ángel Pedraza)‏ هو لاعب كرة قدم ومدرب كرة قدم إسباني في مركز الدفاع، ولد في 27 أكتوبر 1962 في لا رينكونادا في إسبانيا، وتوفي في 8 يناير 2011 في برشلونة في إسبانيا بسبب سرطان. شارك مع منتخب إسبانيا تحت 18 سنة لكرة القدم. أما مع النوادي، فقد لعب مع ريال مايوركا ونادي برشلونة ب ونادي برشلونة ونادي فياريال.